# Mamane
Pour les articles homonymes, voir Moustapha.
Compléments
Animateur de la Chronique de Mamane sur RFI
Mamane, de son vrai nom Mohamed Mustapha, né en septembre 1966 à Agadez,, est un humoriste, réalisateur et scénariste nigérien.

## Biographie
Fils de diplomate, il suit durant son enfance les affectations de son père en Afrique, en Côte d’Ivoire, au Cameroun et au Nigeria. Plus tard, dans le cadre de ses études supérieures, il part pour la France poursuivre un troisième cycle en physiologie végétale. Il monte sur scène et décide de devenir artiste humoriste, abandonnant ainsi une carrière scientifique. Il monte un premier spectacle en France, Mamane malmène les mots, où il parle de la vision du monde d'un jeune Africain citoyen du monde : mondialisation, immigration, langue française, démocratie, tous les sujets sont bons pour cet artiste qui fustige les injustices de ce monde. En 2006, il intègre le Jamel Comedy Club dont il participe à la première saison. Il participe ensuite aux émissions de Laurent Ruquier en tant que chroniqueur : On a tout essayé sur France 2 et On va s'gêner sur Europe 1, et également sur Africa Radio où il présente Le Journal de Mamane chaque matin, une revue satirique de l'actualité.
En 2008, il devient chroniqueur sur Radio France internationale où il développe l'univers de la République très très démocratique du Gondwana. En 2016, il écrit et réalise un long métrage mettant en scène des élections truquées dans ce pays imaginaire, Bienvenue au Gondwana, film produit qui est en 2017, le film le plus rentable en Afrique, devant Fast & Furious 7.
À travers sa société de productions ivoirienne Gondwana-City Productions, il décide de contribuer à la professionnalisation et la promotion de l'humour en Afrique : il organise depuis 2014 un Festival d'humour à Abidjan, Côte d'Ivoire, Abidjan Capitale du Rire qui réunit chaque année de nombreux humoristes africains et internationaux; il imagine également un  grand programme TV panafricain, le Parlement du rire, qu'il produit et où il joue le rôle du Président aux côtés de ses trois vice-présidents : Michel Gohou, Digbeu Cravate et Charlotte Ntamack. Cette émission hebdomadaire sur Canal+ Afrique et Clique TV en France permet à toute une génération d'humoristes africains de se produire sur scène, et à l'humour africain d'être reconnu et respecté. Il co-produit le Festival CFA en association avec Jérémy Ferrari, festival d'humoristes africains organisé à Paris depuis 2017. Il a joué son nouveau one man show à La Cigale en avril 2019, Frontière(s).
Il est nommé en octobre 2019 Ambassadeur Bonne Volonté Climat par la Commission climat pour la Région du Sahel (CCRS), où son rôle est de mettre sa notoriété à disposition pour sensibiliser les populations aux problématiques du dérèglement climatique dans la région.